# Adolphe Stoeber
Pour les articles homonymes, voir Stoeber.
Adolphe Stoeber – ou Adolf Stöber – (1810-1892) est un pasteur et poète alsacien écrivant de préférence en allemand ou en alsacien.

## Biographie
Adolphe Stoeber est né le 7 juillet 1810 à Strasbourg dans le foyer du poète Ehrenfried Stoeber et de son épouse Dorothée née Kuss. Il est le frère cadet d'Auguste Stoeber, également poète, né exactement deux ans plus tôt. Dans le sillage de ce dernier, il suit les mêmes études classiques au gymnase protestant, et les cours particuliers de littérature allemande prodigués par leur père, puis poursuit lui aussi des études de lettres et de théologie à la faculté de théologie protestante de Strasbourg. Il les conclut en 1834 avec une thèse intitulée Idées sur les rapports de Dieu à la nature et spécialement sur la révélation de Dieu dans la nature.
Son père ayant quelques soucis financiers, il devient précepteur auprès des enfants du préfet Louis Sers à Metz afin de subvenir à ses besoins. En 1836, il devient professeur à Oberbronn, où réside sa mère, puis, en 1837, il succède à son frère aîné comme vicaire de la paroisse luthérienne d'Oberbronn.
De 1837 à Pâques 1839, il occupa les fonctions de pasteur suppléant à Mietesheim.
En septembre 1839, il fut appelé à Mulhouse pour y enseigner la religion au lycée et dans les écoles primaires. Il avait en même temps charge d'âmes à Wesserling où il se rendait par le chemin de fer qui avait été mis en service quelques semaines auparavant. Sa mère et sa sœur le rejoignirent  bientôt. Pendant cinquante ans, de 1840 à 1890, il fut pasteur à Mulhouse, membre fidèle du conseil presbytéral, président du consistoire pendant trente ans, et président de la Bibelgesellschaft (« Société biblique »),. En 1865, il contribue à l’élaboration du recueil de cantiques Mülhauser Gesangbuch.
Le 1er novembre 1866, c'est lui qui prononça le sermon lors de la dédicace du nouveau temple Saint-Étienne.
Il meurt le 8 novembre 1892 à Mulhouse, après une courte retraite.

## Famille

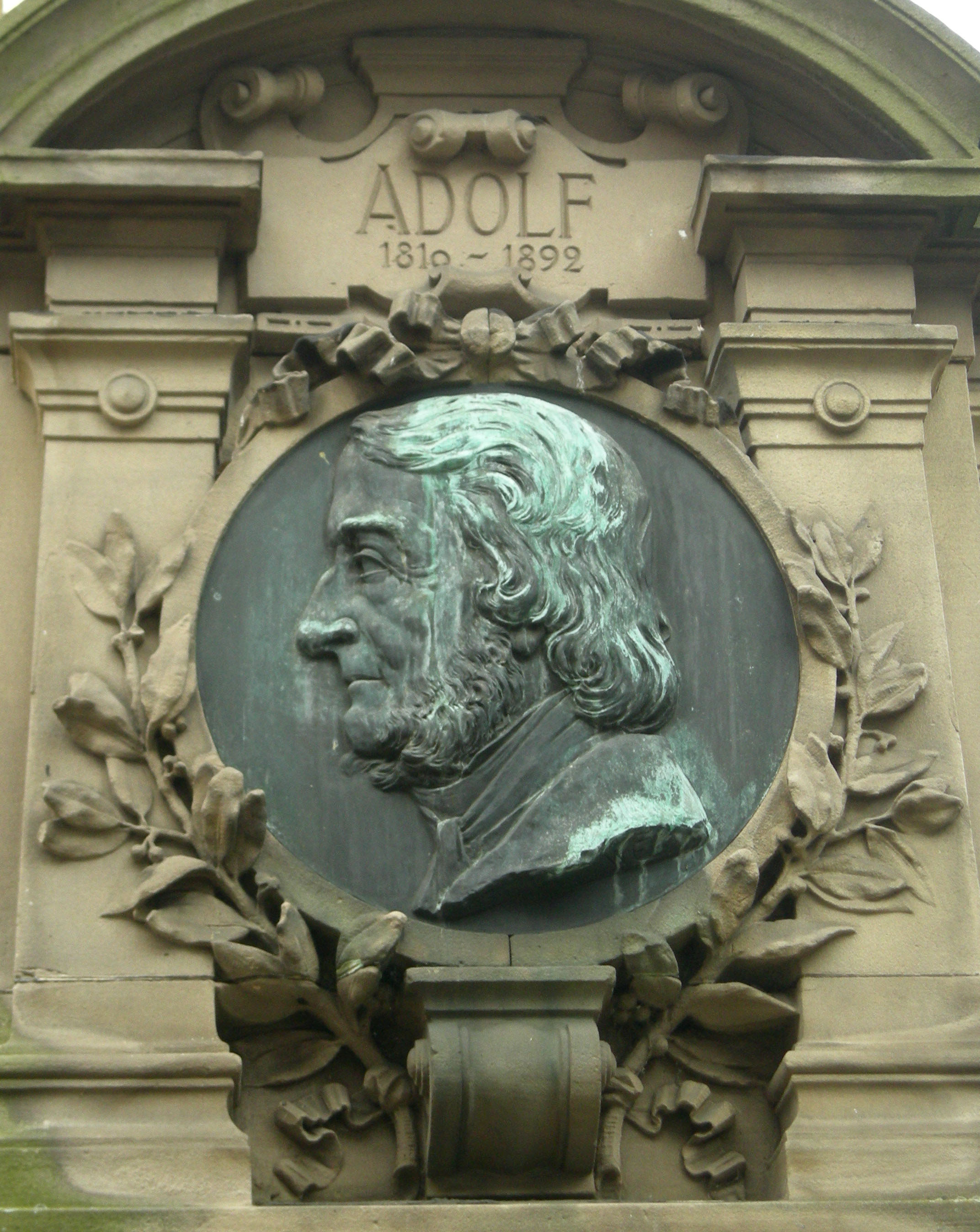
Médaillon sur le monument à la mémoire de la famille Stoeber érigé en 1898 (Strasbourg)

Le 22 juin 1848, il épousa une Mulhousienne, Emma Rappolt. Ils devaient connaître 34 années de vie conjugale heureuse, ponctuée par la naissance de trois enfants : deux  filles, Irène et Marie, et un fils, Paul, qui devait devenir avocat à Mulhouse et mourut le 6 octobre 1941, ayant eu lui-même trois fils, dont Éric, ultérieurement avocat près la cour d'appel de Colmar et biographe de son arrière-grand-père Ehrenfried Stoeber,.

## Attitude par rapport à l'annexion
Dès le traité de Francfort, Adolphe Stoeber s'affiche germanophile, au contraire de son père et de son frère aîné. Il considère, dans son court ouvrage paru en 1872, Simples questions d'un ami du peuple alsacien, que le nouvel état des choses sera « profitable au développement spirituel de notre peuple alsacien, dont les enfants jouissent maintenant d'une instruction solide dans la langue même qu'ils comprennent tous ». 

## Hommages
À Strasbourg, une fontaine monumentale ornée de médaillons a été érigée à la mémoire de la famille Stoeber,  sur la place du Vieux-Marché-aux-Vins aussi appelée s'Stoewerplätzel'.

## Œuvres
Poète, Adolphe Stoeber apporte tout son soutien à l’œuvre de son frère aîné, Auguste, infatigable chercheur qui collecte sans relâche les traditions populaires alsaciennes. Ils co-signent ainsi en 1836 un recueil de poésies, les Alsabilder (« Images d'Alsace ») qui contiennent une série de poèmes et de légendes mises en vers. (25 poèmes sont d'Auguste Stoeber et 8 d'Adolphe.) Cette publication place les deux frères dans le mouvement romantique dit « souabe » dont le chef de file est alors le poète allemand Ludwig Uhland.
Ils avaient auparavant, avec quelques amis, collaboré à un petit ouvrage paru en 1825, Alsässisches Vergissmeinnicht, où, encore très jeunes, ils avaient eu la surprise de voir leur production appréciée.
Par la suite, Adolphe Stoeber publie en son nom propre plusieurs recueils de poèmes en allemand ou en dialecte alsacien, dont :
- Gedichte (Poèmes) (1845)
- Reisebilder aus der Schweiz in Gedichten ("Images d'un voyage en Suisse en poèmes") (1850)
- Simples questions d'un ami du peuple alsacien (1872)
- Elsaesser Schatzkaestel. Sammlung von Gedichten und prosaischen Aufsaetzen in Strassburger Mundart nebst einigen Versstuecken in andern Idiomen des Elsasses ("Cassette au trésor de l'Alsace. Recueil de poème et textes en prose en dialecte de Strasbourg accompagné de quelques pièces dans d'autres dialectes d'Alsace") - Recueil de poèmes de plusieurs poètes alsaciens, dont Adolphe et son père, avec un avant-propos Schluessele zum Schatzkaestel (petite clé pour la cassette) d'Adolphe Stoeber (1877)
- Epheukranz auf das Grabmal einer Heimgegangenen - Lieder aus dem Trauerjahre ("Couronne sur la tombe d'un décédé - Chants des années de deuil") (1884)
- Spiegel Deutscher Frauen. Liederkranz unsern Töchtern und Muttern ("Miroir des femmes allemandes. Couronnes de chants pour nos files et pour nos mères") (1892)